# Belzebubs
Belzebubs – Fiński komiks internetowy oraz wirtualny zespół Black metalowy stworzony przez JP Ahonen'a.
Idea komiksu została zapoczątkowana w 2015 roku, podczas tzw. Inktober, wyzwania polegającego na tworzeniu ilustracji tuszem (od angielskiego słowa ink czyli tusz lub atrament), przez cały październik (ang. October). Ahonen wykonał wtedy 30 ilustracji, które dały początek późniejszemu komiksowi.
Według komiksów, Belzebubs założono w 2002. Członkami zespołu są Hubbath, gitarzysta Obesyx, gitarzysta i wokalista Sløth oraz perkusista Samaël. Zespół wydał swój pierwszy singiel „Blackened Call” w 2018 roku.
W 2019 roku zespół wydał swoją pierwszą płytę „Pantheon Of The Nightside Gods”.
1 września 2020 zakończyła się zbiórka crowdfundinga w serwisie Indiegogo, której celem było zorganizowanie koncertu „The 360 Hexperience”. Jego premiera odbyła się na początku roku 2024, bilety nadal są dostępne w serwisie Indiegogo.

## Teledyski
| Tytuł                    | Rok  | Reżyseria       | Album                          | Źródło |
| ------------------------ | ---- | --------------- | ------------------------------ | ------ |
| „Blackened Call”         | 2019 | –               | Pantheon Of The Nightside Gods | [ 6 ]  |
| „Cathedrals of Mourning” | 2019 | Samppa Kukkonen | Pantheon Of The Nightside Gods | [ 1 ]  |